# Agunaix lacrumans
Agunaix lacrumans là một loài bướm đêm thuộc phân họ Arctiinae, họ Erebidae.